# Halabijja
Halabijja (arabul حلبية – Ḥalabiyya) egy ókori erődrom az Eufrátesz szíriai szakaszának középső vidékén. Eredetileg a palmüraiak alapították Zenobia néven, majd római és bizánci helyőrségként működött. A bizánci időszakban Birtha néven ismert erődöt I. Iusztinianosz építette ki a 6. század közepén, ma látható maradványai zömmel ebből az időszakból származnak.

## Története
Halabijját a Szászánidákkal és Rómával egyaránt dacoló palmürai királyság építtette ki először a 3. század közepén. A híres királynéről, Zenobiáról elnevezett erődítmény és túlparti, jelentéktelenebb párja, a mai Zalabijja az Eufrátesz egy dombok között futó, keskenyebb, jól ellenőrizhető szakaszán épült. Palmüra 272-es bukásakor Aurelianus császár kezébe került. Elképzelhető, hogy néhány évtizeddel később Diocletianus megerősítette, hasonlóan más keleti erősségekhez (ld. Strata Diocletiana). Az 5. és 6. század fordulóján uralkodó I. Anasztasziosz is végeztethetett rajta átalakításokat, de a munka zöme I. Iusztinianosz idejére esett, aki a 6. század közepén számos más szíriai várost és erődítményt is átépített a folyó mentén vagy közelében. A Prokopiosz által is megörökített monumentális erőd azonban nem váltotta be a hozzá fűzött reményeket: Justinianus halála után az állandósuló, perzsák elleni háborúskodás során Birthát nem sikerült megfelelő mennyiségű emberrel ellátni, így az itteni helyőrségnek nem sok beleszólása volt az események alakulásába. A 630-as években az iszlám jegyében egyesült arabok kezére került, akik valószínűleg 650 táján átalakításokat végeztek rajta, de már csak nagy ritkán használták. Az elhagyatott erőd állapotát ezután már csak az Eufrátesz áradásai és a földrengések rontották a későbbiekben.

## Feltárása
Az európaiak a 19. század közepétől tudnak az erőd hollétéről, de tanulmányozása csak az 1940-es években kezdődött el. Az első komolyabb felmérést Észak-Szíria emlékműveinek főépítésze, Jean Lauffray végezte Maurice Dunant, a szíriai antikvitások főfelügyelője alatt 1944–45 során. A misszió egy felügyelőgyakornokkal, két térképésszel, két rajzolóval és negyvenöt munkással indult útnak, és a francia mandátumidőszak 1945-ös végéig négy ásatást végzett el. A jegyzeteket és fényképeket az aleppói múzeumban őrizték, míg Lauffray 1980-ban visszatérhetett a terepre. Vizsgálódásainak eredményeit két kötetben publikálta (Halabiyya-Zénobia, Place-forte du limes oriental et la haute Mésopotamie au VIè siècle, 1983; Les duchés frontaliers de Mésopotamie et les fortifications de Zénobia, 1991). 2006-tól Lauffray munkáit folytatva egy Sylvie Blétry vezette francia–szír közös misszió végez felméréseket, illetve feltárási és restaurációs munkálatokat Halabijjában. Blétry 2009-ben hívta fel a figyelmet arra, hogy egy tervezett gátépítés eredményeképpen a Zenobia alapította város és párja, Zalabijja egyaránt víz alá kerülhet.

## Látnivalói

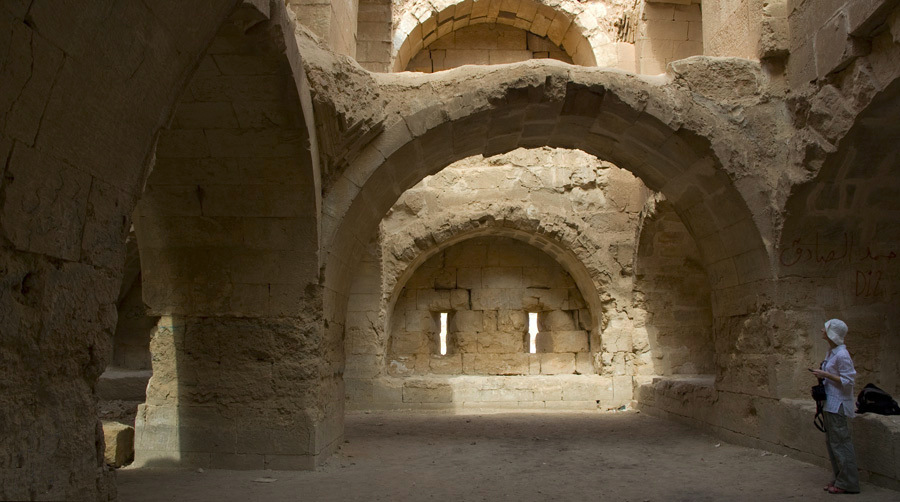
A praetorium belseje

A birthai erőd alaprajza háromszögű: az egyik oldalát az északnyugat felől délkeleti irányba folyó Eufrátesz mentén 385 méter hosszan kiépített védművek alkotják, a másik kettőt pedig a nyugati végében álló dombra felfutó falak (az északi 350 méter, a déli 550 méter hosszúságú), amelyek a dombtetőn levő fellegvárhoz csatlakoznak. A falakkal körbevett 12 hektáros területre öt kapun keresztül lehetett bejutni: a folyam felől három kisebb, az északi és déli falon pedig egy-egy nagyobb kapu nyílt; ez utóbbiak között húzódott a városként is szolgáló erőd egyik főútja. A másik, eredetileg talán oszlopsorral díszített út nagyjából merőlegesen metszette középtájon. A domb alatt elterülő részen, a kereszteződés közelében két 6. századi bazilika és egy agora maradványait találták meg; az észak-déli út és a folyópart között pedig a fürdők és egy palaisztra romjai fekszenek.
A város épületeiből jóformán csak alapjaik maradtak meg, és az eredetileg árvízvédelemre is szolgáló, Eufrátesz felőli falak állapota is jelentősen leromlott az idők folyamán. A fő látnivalót masszív, hatalmas gipsztömbökből épült északi és déli fal szolgáltatja, amelyek erős alapozásuknak hála viszonylagos épségben vészelték át az elmúlt másfél évezredet. A kapukat leszámítva az északi falat négy, a délit pedig tíz kétemeletes bástya tagolja, amelyek között a város felőli oldalon közlekedőfolyosók voltak a falakban. Az északi fal részeként, közvetlenül a citadella alatt épült fel a helyőrség szállásául szolgáló, háromemeletes praetorium is. Az alatta összefutó két völgyet és az Eufráteszt egyaránt ellenőrző fellegvárat az arab időkben is használták és jelentősen átalakították, de romjaiból már nem sok látható.